# Бизиборд

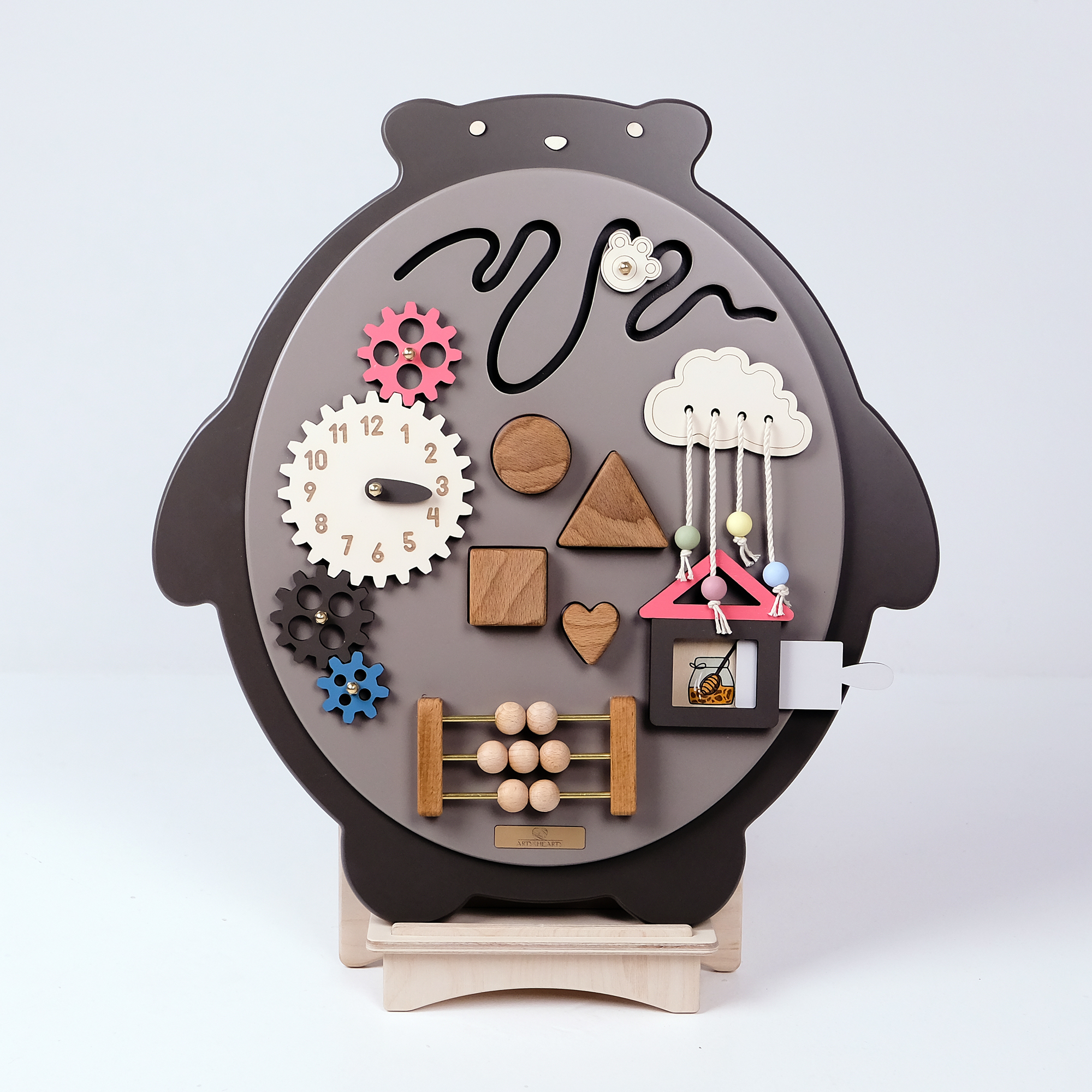
Бизиборд

Бизиборд — (от англ. busy board — занимательная доска) — это развивающий стенд, игрушка, как правило, в виде доски, на которой надежно закреплены различные элементы для развития сенсорного восприятия (развития органов чувств). Набор элементов может быть разным: кнопки, вентили, колеса, замки, дверцы, шестеренки, переключатели и так далее. Такой развивающий стенд подходит для детей с 8−10 месяцев, которые начинают активно исследовать окружающий мир, проявляют интерес к ящикам, полкам и любым другим предметам в пределах досягаемости. Бизиборд дает ребенку возможность без какого-либо вреда для себя и окружающего пространства изучать обыденные предметы, развивать  мелкую моторику и развивать память

## История
В 1907 году была впервые изготовлен первый прототип бизиборда — развивающая доска была создана врачом и педагогом Марией Монтессори. Созданная Монтессори доска имела множество вариантов и привычное название «бизиборд».

## Виды
- Классические прямоугольные доски — позволяют экономить пространство. В отдельных случаях требуют крепление к вертикальной поверхности.
- Двойные или двухсторонние — развитие классического варианта. Мобильны, имеют больше точек активности, позволяют установить стенд на горизонтальную поверхность.
- Куб или дом. Наиболее распространены, имеют множество точек активности.

- Мягкие бизимодули и бизибуки — сшиты из текстильных материалов и представляют собой мягкие пирамидки, книжки и т. п.

## Развитие навыков
Бизиборд способствует развитию:

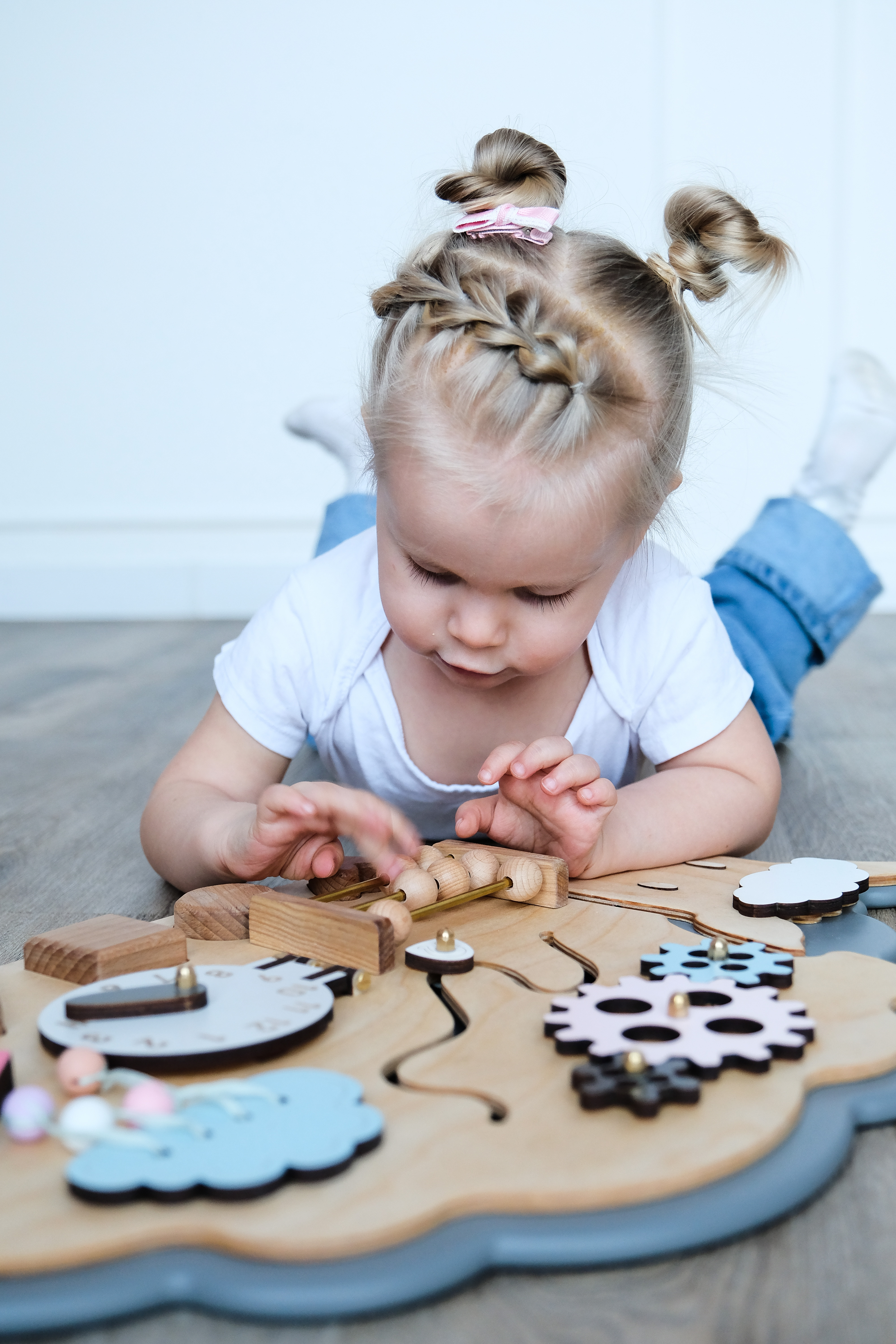
В игре с бизибордом ребенок развивает мелкую моторику

- мелкой моторики (это способность управлять своим телом и совершать мелкие движения пальцами, чтобы достигнуть поставленной задачи).
- логики и причинно-следственных связей (ребенок видит какие его действия приводят к каким результатам).
- памяти (зрительной, звуковой и тактильной).
- концентрации внимания (то, что не свойственно детям изначально; например, желание ребенка открыть дверку на замке, будет заставлять его сосредоточиться на своих движениях и довести дело до конца).

В процессе игры с бизибордом ребенком будут получены новые знания. Совместно с родителями он узнает названия цветов и форм, понятия мягкое-твёрдое, большое-маленькое, светлое-темное, длинное-короткое, много-мало и т. д. Обилие объектов для исследования различных функций, форм, фактур и цветов стимулирует быстрое развитие ребенка. Современная наука доказала пользу тактильных и визуальных стимулов на развитие мозга ребенка. Развитие мелкой моторики формирует нейронные связи в мозге, что ускоряет развитие речи, памяти, логики. Играя с доской, ребенок учится самостоятельно совершать те или иные действия снова и снова. Бизиборд позволяет удовлетворить детское любопытство и снизить интерес к реальным опасным аналогам, а также дать взрослым немного времени на отдых.

## Публикации
- Монтессори М. Мой метод. — М.: АСТ; Астрель, 2006. — ISBN 5-271-12674-0, 5-17-029515-4.
- Монтессори М. Мария Монтессори. После 6 месяцев уже поздно. Уникальная методика раннего развития. — М.: АСТ, 2015. — ISBN 978-5-17-085798-2.
- Монтессори М. Помоги мне это сделать самому. — М.: Карапуз-дидактика, 2007. — ISBN 978-5-8403-0100-5.
- (1909) Il Metodo della Pedagogia Scientifica applicato all’educazione infantile nelle Case dei Bambini, переиздание — 1913, 1926, 1935; переработана и издана в 1950 под названием La scoperta del bambino